# أيلين ورنوس
إيلين كارول وورنوس (بالإنجليزية: Aileen Wuornos)(29 فبراير 1956 - 9 أكتوبر 2002)، هي قاتلة متسلسلة أمريكية. أقدمت في الفترة بين عامي 1989 و1990 وأثناء عملها في الدعارة على الطرق السريعة بولاية فلوريدا على قتل وسرقة سبعة من زبائنها الذكور. ادعت وورنوس أن هؤلاء الرجال قاموا باغتصابها أو حاولوا ذلك، وأنها قتلتهم دفاعًا عن النفس. حُكم عليها بالإعدام لارتكابها ست جرائم قتل. وتم تنفيذ حكم الإعدام فيها عن طريق الحقنة المميتة في 9 أكتوبر 2002، بعد أن أمضت أكثر من 10 سنوات في عنبر الإعدام بفلوريدا.
تناول فيلم Monster (الوحش) الصادر عام 2003 قصة وورنوس بدءًا من أول جريمة قتل ارتكبتها وحتى إعدامها. وقد فازت شارليز ثيرون بجائزة الأوسكار لأفضل ممثلة عن تجسيدها شخصية وورنوس.

## حياتها
ولدت وورنوس باسم إيلين كارول بيتمان في 29 فبراير 1956 في روتشستر بولاية ميشيغان. كانت والدتها ديان وورنوس (مواليد 1939) في الرابعة عشرة من عمرها عندما تزوجت والد إيلين ليو بيتمان (1936-1969)، الذي كان يبلغ من العمر 18 عامًا وذلك في 3 يونيو 1954.
في 14 مارس 1955، أنجبت ديان شقيق إيلين الأكبر كيث. وبعد أقل من عامين على الزواج، وقبل شهرين من ولادة إيلين، تقدمت ديان بطلب الطلاق. أنجبت ديان ابنتها إيلين وهي في السادسة عشرة من عمرها.
لم تقابل وورنوس والدها أبدًا. في عام 1967، حُكم على ليو بيتمان بالسجن مدى الحياة لاختطافه واغتصابه فتاة تبلغ من العمر سبع سنوات. تم تشخيص بيتمان بالفصام؛ وانتحر شنقًا في السجن في 30 يناير 1969. في يناير 1960، عندما كانت وورنوس تبلغ من العمر حوالي أربع سنوات، تخلت والدتها عنها وعن أخيها، تاركة إياهم مع جديهما من ناحية الأم، لوري وبريتا وورنوس، وكلاهما من مدمني الكحول. تبنى الزوجان كيث وإيلين قانونيًا في 18 مارس 1960. يُذكر أن لوري وبريتا كانا من أصول فنلندية وُلدَا في مدينة "إي" بفنلندا قبل انتقالهما لاحقًا إلى ولاية ميشيغان.
في سن الحادية عشرة، بدأت وورنوس في ممارسة أنشطة جنسية في المدرسة مقابل السجائر والمخدرات والطعام. كما مارست أنشطة جنسية مع أخيها. قالت وورنوس إن جدها المدمن على الكحول قد اعتدى عليها جنسيًا وضربها عندما كانت طفلة. قبل ضربها، كان يجبرها على خلع ملابسها. في عام 1970، عندما كانت في سن الرابعة عشرة، أصبحت حاملاً بعد اغتصابها من قبل صديق للعائلة.
أنجبت وورنوس صبيًا في دار للأمهات غير المتزوجات في 23 مارس 1971، وتم وضع الطفل للتبني. بعد بضعة أشهر من ولادة ابنها، تركت المدرسة في نفس الوقت تقريبًا الذي توفيت فيه جدتها بسبب فشل الكبد. عندما كانت وورنوس في الخامسة عشرة من عمرها، طردها جدها من المنزل، ما اضطرها للعيش في الغابات القريبة من منزلها القديم، حيث لجأت إلى الدعارة لإعالة نفسها.

## الاعتقال والمحاكمة
أُودعت وورنوس السجن بعد إدانتها بقتل ستة أشخاص بين ديسمبر 1989 ونوفمبر 1990. صدر حكم المحكمة عليها بالإعدام. وعند سماعها للحكم، صاحت قائلة: «أنا بريئة، سلبتم عمري وسأنتقم».
رغم ادعائها في البداية أن ضحاياها هاجموها قبل أن ترد بقتلهم، اعترفت وورنوس قبيل تنفيذ حكم الإعدام بخطأها، قائلة: «يكمن غضب مرعب خلف كل ما فعلته. يجب أن أُعدم، لأنني إذا أُطلق سراحي، فسأعود لفعل ذلك مرة أخرى».

## الإعدام
نفذ حكم الإعدام بحق وورنوس عن طريق الحقنة المميتة في 9 أكتوبر 2002. رفضت تناول وجبتها الأخيرة واكتفت بفنجان من القهوة. كانت كلماتها الأخيرة: «نعم، أود فقط أن أقول إنني أُبحر مع الصخرة، وسأعود، مثل يوم الاستقلال، مع يسوع. في 6 يونيو، مثل الفيلم. سفينة أم ضخمة وكل شيء، سأعود، سأعود».
توفيت وورنوس في الساعة 9:47 صباحًا بتوقيت شرق الولايات المتحدة. كانت ثاني امرأة يُنفذ فيها حكم الإعدام في فلوريدا والعاشرة في الولايات المتحدة منذ قرار المحكمة العليا الأمريكية في عام 1976 بإعادة فرض عقوبة الإعدام.

## روابط خارجية
- أيلين ورنوس على موقع IMDb (الإنجليزية)
- أيلين ورنوس على موقع الموسوعة البريطانية (الإنجليزية)
- أيلين ورنوس على موقع ميوزك برينز (الإنجليزية)
- أيلين ورنوس على موقع إن إن دي بي (الإنجليزية)
- أيلين ورنوس على موقع قاعدة بيانات الفيلم (الإنجليزية)